# 大敵當前
《大敵當前》（英語：Enemy at the Gates），由尚-積葵·阿諾執導的2001年戰爭片，劇本根據威廉·克雷格於1973年的非小說類作品《大敵當前：史達林格勒戰役》而來，描述了1942-1943年冬季的苏德战争史達林格勒戰役及其周邊事件。劇本由安納德及阿蘭·戈蘭德撰寫。電影主角是第二次世界大戰的蘇聯英雄—狙擊手瓦西里·扎伊采夫的虛構版本，包括了柴契夫跟一名德國國防軍狙擊學校的導師海恩茲·托爾伐特上校之間的狙擊手決鬥。
演員包括裘德·洛、瑞秋·懷茲、艾德·哈里斯，還有約瑟夫·范恩斯、鮑伯·霍金斯、朗·帕爾曼、加布里埃爾·湯姆森及馬蒂亞斯·哈比奇。

## 劇情
蘇俄傳奇狙擊手瓦西里·扎伊采夫上尉與德國狙击手海恩茲·托爾伐特上校決鬥的故事。

## 演員
- 裘德·洛 飾演 蘇聯陸軍狙擊手師士兵瓦西里·扎伊采夫
- 艾德·哈里斯 飾演 納粹德國少校、措森狙擊學校校長 艾文·科尼希
- 瑞秋·懷茲 飾演 蘇聯民兵 塔尼娅·切尔诺娃（英语：Tania Chernova）
- 約瑟夫·范恩斯 飾演 蘇聯總參謀部政治委員 丹尼洛夫（Commissar Danilov）
- 鮑伯·霍金斯 飾演 蘇聯中將、史達林格勒方面軍黨委書記 尼基塔·謝爾蓋耶維奇·赫魯雪夫
- 馬蒂亞斯·哈比奇（英语：Matthias Habich） 飾演 納粹德國裝甲軍團中將、陸軍元帥弗里德里希·包路斯
- 朗·帕爾曼 飾演 蘇聯陸軍狙擊手師士兵 庫利科夫（Koulikov）
- 加布里埃爾·湯姆森 飾演 崇拜瓦西里，同時接近艾文的男童 沙夏·菲利波夫（英语：Sasha Filippov）

## 争议
本片于2001年在俄罗斯进行宣传的时候，曾遭到过俄罗斯依然在世的苏德战争老兵的抵制，老兵们认为：“画面中的事件被歪曲了，红军指挥官被无情的暴君所代表，普通战士和平民被无声的炮灰所代表。”并打算上诉最高杜马。
片中督战队的情节，也令中国网络社群中的蘇聯粉絲因此忿忿不平，否认苏联红军督战队和苏联红军惩戒营的存在，并因该片导演为法国人而大做文章，開始散播法兰西第三共和国于第一次世界大战西线中动用督战队枪杀逃兵的谣言，其中包含將1917年法军哗变的成因捏造成反抗督戰隊，而不是史實中的進攻貴婦小徑傷亡過大。在鎮壓叛亂處決數字上，也經常給予誇大，但史實中只有49人被處決。

## 外部連結
- 互联网电影数据库（IMDb）上《Enemy at the Gates》的资料（英文）
- 爛番茄上《Enemy at the Gates》的資料（英文）
- AllMovie上《Enemy at the Gates》的资料（英文）
- Box Office Mojo上《Enemy at the Gates》的資料（英文）
- Metacritic上《Enemy at the Gates》的資料（英文）